# 陳瑤 (明朝)
陳瑤（1449年—？），字仲華，廣西桂林府全州人，民籍，明朝政治人物。

## 生平
廣西鄉試第十名舉人，成化八年（1472年）中式壬辰科會試第一百九十三名，三甲第二十一名進士。授蕭山縣知縣，調萬載縣知縣，升監察御史，巡按川陝，遷通政使司參議，升右通政，弘治十三年（1500年）四月任都察院左僉都御史、巡撫遼東，十四年（1501年）十一月謫敘州府知府。

## 家族
曾祖陳民秀；祖父陳朴，貢士；父陳章，教諭。弟陳璲，成化十九年舉人。從兄陳琬，工部右侍郎。